# Институт Дискавери
Институт Дискавери (англ. Discovery Institute) — некоммерческая общественная организация, базирующаяся в городе Сиэтл (США). Основана в 1990 году.
Организация стала известной благодаря деятельности в поддержку концепции «разумного замысла», такой как кампания «Teach the Controversy». Эта кампания направлена на пропаганду введения креационистских антиэволюционных верований в научные курсы общеобразовательных школ США, наряду с общепризнанными научными теориями, основываясь на утверждении, что эти теории якобы спорны.
Большинство американских научных организаций, а также федеральный суд США считают, что кампании Института Дискавери направлены на создание ложного впечатления о том, что «теория эволюции в кризисе» и что в научном сообществе есть сомнения и широкое обсуждение реальности эволюции. В 2005 году федеральный суд США в процессе Кицмиллер против Доверского школьного округа установил, что организация преследует «религиозные, культурные и правовые цели» и программа Discovery Institute «Стратегия клина» описывает религиозную цель «заменить доминирование материалистического взгляда на мир, на науку созвучную христианским и теистическим убеждениям».